# Frutiger Aero
Frutiger Aero, também chamado de Web 2.0 Gloss,  é uma interface de usuário "futurista" e um estilo de design estético da Internet baseado no Windows Aero. O nome do estilo é derivado do nome de Adrian Frutiger, um designer tipográfico suíço que foi responsável por muitas das fontes humanistas frequentemente usadas em interfaces de computadores mais antigas. O design é caracterizado pelo uso intenso de elementos skeuomórficos brilhantes, juntamente com representações geradas por computador da natureza, do ar e da água, exibidas juntamente com tecnologias modernas.  O design foi popular na década de 2000 porque sua natureza skeuomórfica tinha como objetivo torná-lo mais acessível aos consumidores, mas caiu em desuso na década de 2010 devido a uma mudança em direção ao minimalismo nos designs de interface do usuário.

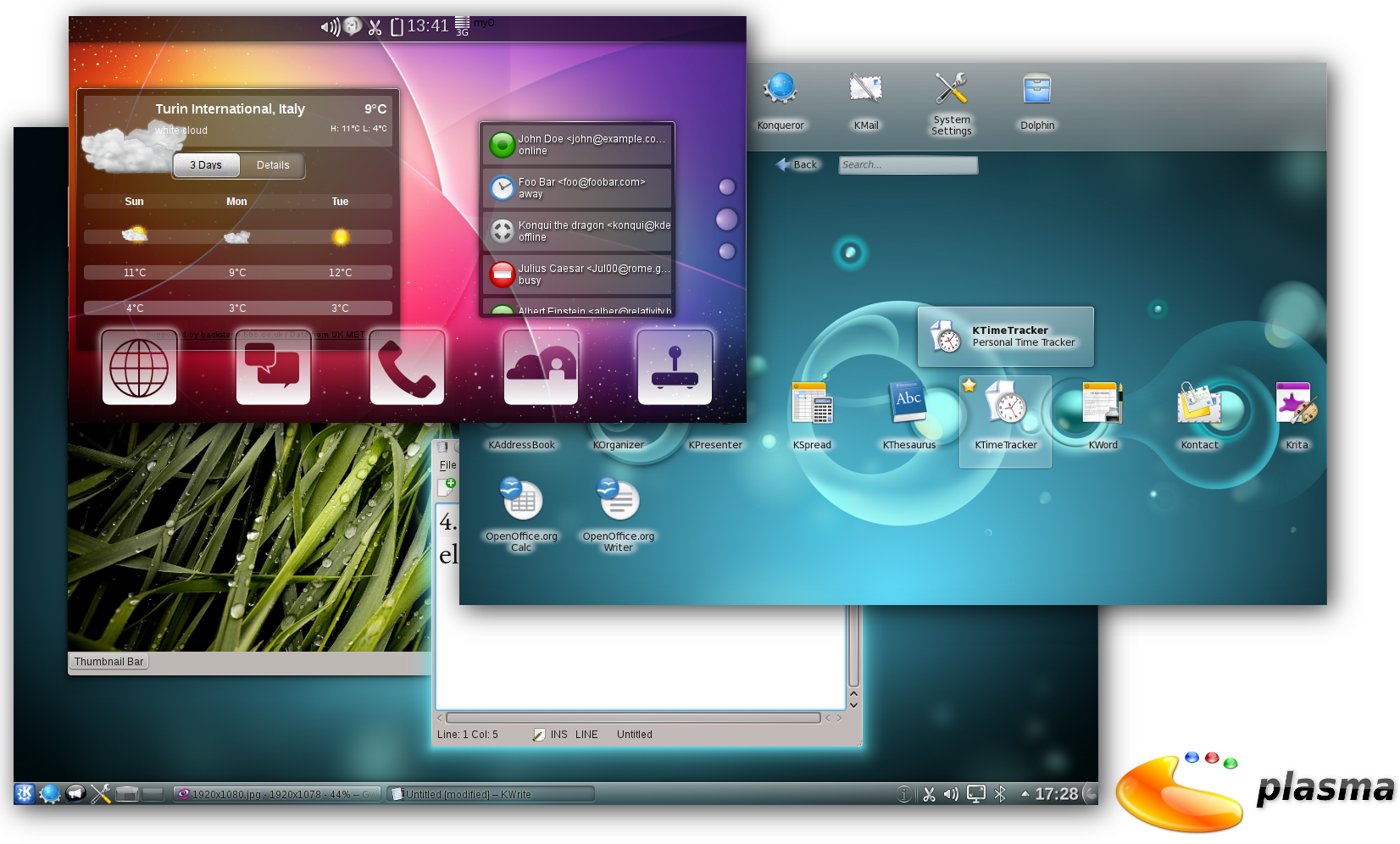
Exemplo de interface Frutiger Aero.

## Características
Frutiger Aero geralmente apresenta cores brilhantes, esqueumorfismo, texturas brilhantes e fotografia bokeh. Os motivos comuns de design incluem céu azul, grama, água,  glóbulos brilhantes e peixes tropicais.  A filosofia de design do Frutiger Aero foi descrita como "retro-futurista" e representa uma era de "otimismo tecnológico",  e a própria estética foi chamada de "lúdica" e "maximalista". 
Amanda Brennan disse sobre o Frutiger Aero que “há muita esperança nessa estética que o Y2K não tem”. 
Frutiger Aero é um movimento estético com parâmetros extensivos ( ACEP ), o que significa que possui propriedades muito ambíguas, razão pela qual foram criados vários subgêneros que tratariam de delimitar essas propriedades. Entretanto, hoje em dia, muitas vezes há confusão entre esses subgêneros devido às suas propriedades semelhantes. Mais de 23 subgêneros diferentes foram aceitos, o que estabeleceria limites em suas propriedades visuais. Esses subgêneros foram agrupados em uma única família estética, a Família Frutiger.

## História

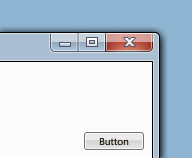
Exemplo do Frutiger Aero presente no Windows 7.

Na década de 2000, o Frutiger Aero surgiu como uma necessidade para empresas de tecnologia que buscavam tornar novas tecnologias acessíveis ao maior número de pessoas possível, usando designs familiares, skeumórficos e humanismos. Essa mudança ocorreu após a interface futurista Y2K, que foi usada principalmente nos sistemas operacionais Microsoft Windows do início ao final da década de 1990.
Entre 2012 e 2014, as interfaces de usuário em desktops, dispositivos móveis e sites passaram por uma mudança fundamental em direção ao design plano, apelidado pela Microsoft de “Metro UI”. Essa mudança coincidiu com o declínio do Frutiger Aero e do Windows Aero. No entanto, no início da década de 2020, a Frutiger Aero experimentou um renascimento nostálgico em plataformas como Reddit, YouTube, Instagram e TikTok, onde a hashtag #frutigeraero foi usada mais de 30 milhões de vezes e teve quase 270 milhões de visualizações.
Embora o estilo tenha sido popular de meados dos anos 2000 ao início dos anos 2010, o termo "Frutiger Aero" entrou em uso comum muito mais tarde, sendo cunhado em 2017 por Sofi Lee do Consumer Aesthetics Research Institute para descrever uma estética popular de aproximadamente 2004 a 2013.   Durante este período, os dispositivos com tela sensível ao toque começaram a se espalhar e designs skeuomórficos e amigáveis ao toque foram usados para aclimatar novos consumidores à tecnologia de toque.  Produtos populares que incorporam o que mais tarde seria chamado de Frutiger Aero incluem tecnologias como o IPhone da primeira geração, o Samsung Galaxy S e o Windows Vista, bem como videogames como The Sims 3 e Fruit Ninja. Além disso, a popularidade da estética se estendeu além da tecnologia, e a linguagem do design pode ser encontrada em outros produtos da época, como condicionadores de ar, detergentes para roupas e móveis.
Desde então, a estética ressurgiu na comunidade online, com vídeos analisando uma variedade de interfaces postados no TikTok e no YouTube sob a hashtag #frutigeraero em 2023. Em agosto de 2023, a conta oficial do Windows no TikTok compartilhou uma postagem destacando especificamente a estética do Frutiger Aero. Alguns especulam que elementos do Windows 11 são influenciados pelo Frutiger Aero ou incorporam uma estética sucessora conhecida como Glassmorphism, como sugerido por materiais promocionais.

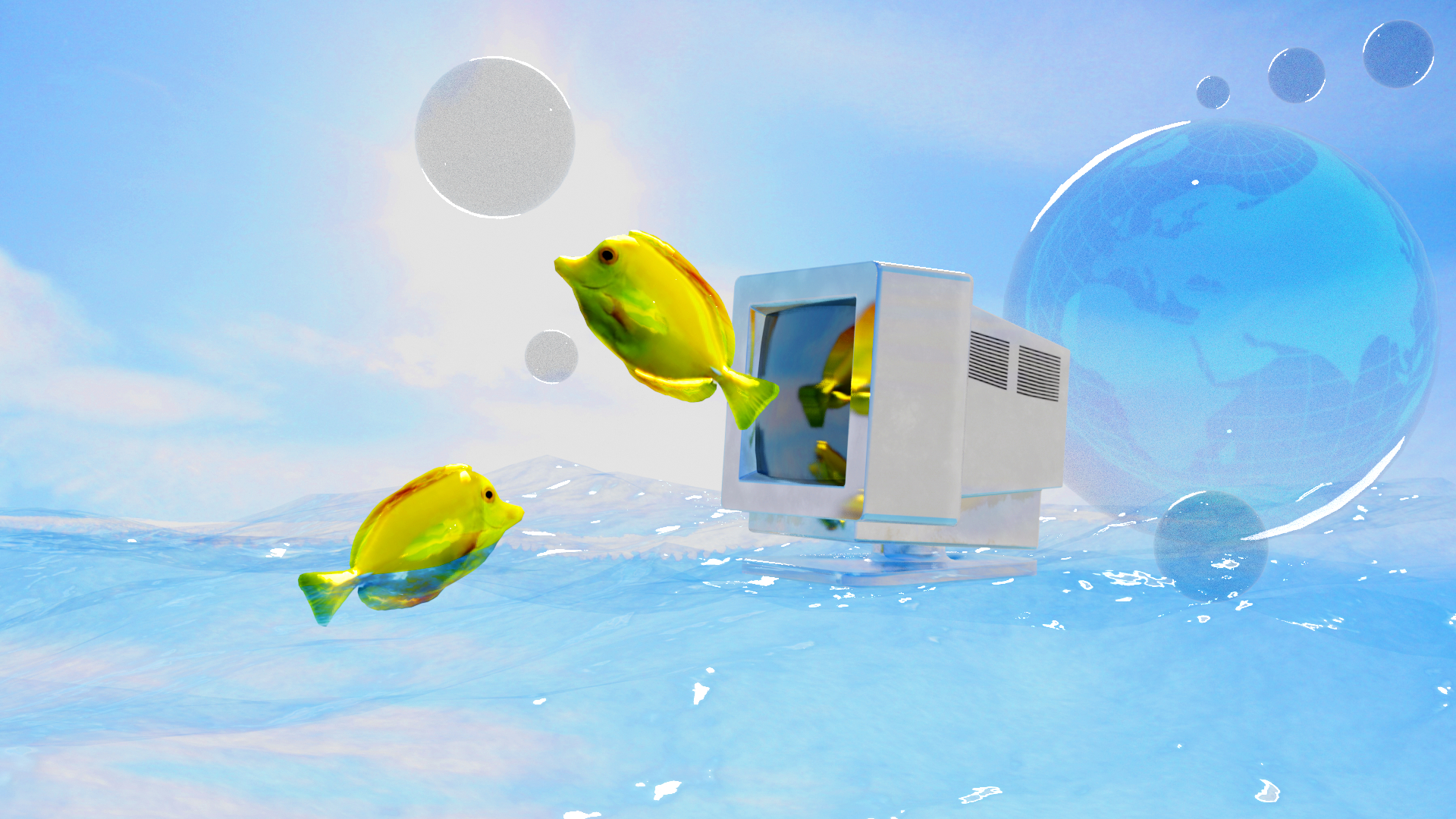
Uma obra de arte que incorpora motivos típicos da Frutiger Aero, incluindo cores brilhantes, água, bolhas, superfícies reflexivas e peixes tropicais.

Além disso, um subreddit, r/FrutigerAero, foi criado para discutir esse estilo de design específico. A estética ganhou popularidade entre a Geração Z em parte devido à nostalgia,  e porque serve como uma alternativa maximalista aos estilos corporativos minimalistas modernos, como o Corporate Memphis. Além disso, Amanda Brennan afirmou que o interesse moderno pode advir do otimismo e das imagens centradas na natureza da Frutiger Aero, o que corresponde a uma maior consciência ambiental entre a Geração Z.  O ressurgimento da Aero é paralelo ao ressurgimento da estética Y2K, uma tendência que está em curso desde meados da década de 2010. Esse fenômeno Neo-Y2K sugere que um movimento "Neo-Aero" pode estar surgindo ou se desenvolvendo no futuro, espelhando o "ciclo de nostalgia de 20 anos", com o Frutiger Aero evocando uma nostalgia perceptível e generalizada cerca de 18 anos após seu surgimento inicial.